# Sommet de l'OTAN de juin 2022
Ne doit pas être confondu avec Sommet extraordinaire de l'OTAN de 2022.
Le sommet de l'OTAN Madrid 2022 se tient du 28 au 30 juin 2022. Planifié de longue date, sa tenue quatre mois après le début de l'invasion de l'Ukraine par la Russie revêt une importance accrue pour le devenir de l'Alliance atlantique fondée en 1949.
Un climat de guerre froide s'est installé entre la Russie et l'Alliance, pour qui elle représente « la menace la plus significative et directe pour la sécurité des alliés ». Le ministre russe des Affaires étrangères, Sergueï Lavrov, déclare, le 30 juin lors d’une visite à Minsk en Biélorussie, qu'un « rideau de fer, de fait, est déjà en train de s’abattre sur l’Europe », utilisant un vocabulaire issu de la guerre froide. 
La décision phare prise durant le sommet est l'invitation de la Finlande et de la Suède à devenir membres de l’OTAN et l'engagement du processus de signature de leurs protocoles d’accession. Cette décision, qui requiert l'unanimité des parties au traité de l'Atlantique nord, a été rendue possible par la levée du véto de la Turquie qui avait été motivé par la politique de la Finlande et de la Suède à l'égard des mouvements kurdes.
L'invitation faite aux chefs d’État et de gouvernement de l’Australie, du Japon, de la république de Corée et de la Nouvelle-Zélande témoigne de la prise en compte par l'OTAN, à la demande des États-Unis, de la dimension indo-asiatique dans sa nouvelle vision stratégique,.
Les autres sujets importants sur lesquels des décisions sont intervenues à l'issue de ce sommet sont l'adoption du « concept stratégique » 2022 de l'OTAN, le renforcement de la présence militaire des États-Unis en Europe et le soutien à l'Ukraine.

## Accession de la Finlande et de la Suède

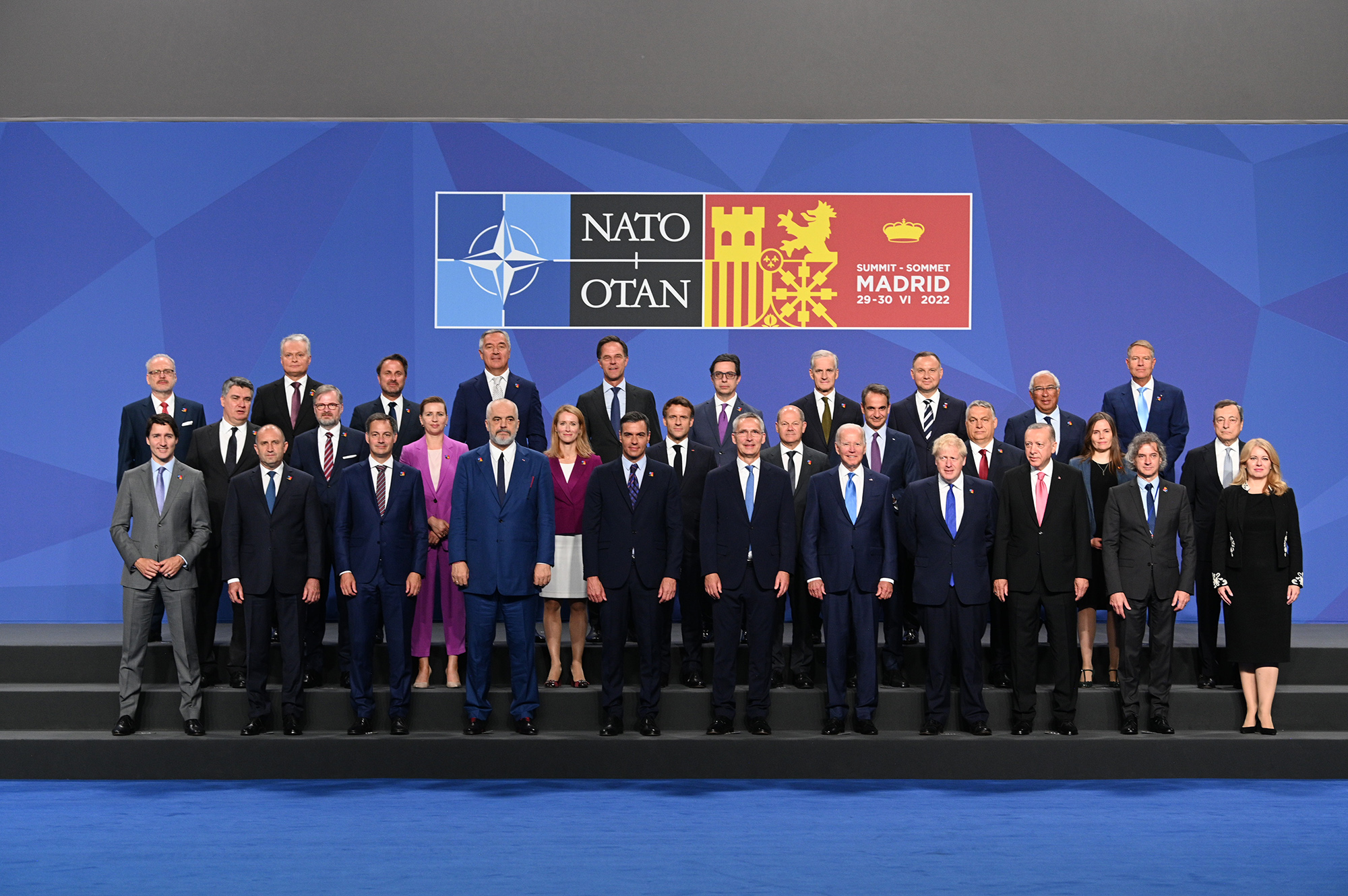
Les dirigeants de l'OTAN réunis pour le sommet du 28 juin 2022.

Finlande et Suède
OTAN

À la suite de l'invasion russe de l'Ukraine en février 2022 et d'une évolution de l'opinion publique en Finlande et en Suède, la perspective que les deux pays demandent, avant ce sommet, leur adhésion à l'OTAN est rapidement évoquée,. Le 12 mai, Sauli Niinistö et Sanna Marin, respectivement Président et Première ministre de la Finlande, publient une déclaration commune selon laquelle « la Finlande doit demander son adhésion à l'OTAN sans délai ». Le 16 mai, Magdalena Andersson, Première ministre de la Suède, annonce que la Suède pose sa candidature. Les deux pays soumettent leur candidature à l'OTAN le 18 mai, mais la perspective d'un blocage turc des pourparlers d'adhésion se profile, en raison de préoccupations liées aux relations finlandaises et suédoises avec les YPG, que la Turquie considère comme une branche syrienne du PKK, un groupe armé kurde reconnu comme une organisation terroriste par la Turquie, l'Union européenne et les États-Unis,.
Le 28 juin, premier jour du sommet, la délégation turque abandonne son opposition aux demandes d'adhésion de la Finlande et de la Suède à l'OTAN, grâce à la signature d'un mémorandum tripartite répondant aux préoccupations de la Turquie concernant les exportations d'armes et les relations kurdes,. Dans le cadre de cet accord, la Finlande et la Suède soutiennent la participation de la Turquie au projet de mobilité militaire de la PESCO. Le 29 juin, l'OTAN invite officiellement la Finlande et la Suède à rejoindre l'alliance.

## Concept stratégique 2022 de l'OTAN
Le précédent concept stratégique avait été adopté lors du sommet de Lisbonne en 2010. Alors qu'en 2010, la coopération avec la Russie est toujours à l'ordre du jour, le concept stratégique de 2022 postule que « la fédération de Russie constitue la menace la plus importante et la plus directe pour la sécurité des Alliés et pour la paix et la stabilité dans la zone euro-atlantique ». Le nouveau texte s'inscrit aussi dans une vision globale, qui dépasse la vocation atlantique et européenne de l'Alliance, dans l'objectif d'assurer la défense collective de ses membres « suivant une approche à 360 degrés ». Dans cette optique, pour la première fois, le nouveau concept identifie spécifiquement la république populaire de Chine, dont il est dit qu'elle « affiche des ambitions et mène des politiques coercitives qui sont contraires à nos intérêts, à notre sécurité et à nos valeurs », et en conclut que « l’OTAN attache de l’importance à l’Indo-Pacifique, car l’évolution de la situation dans cette partie du monde est susceptible d’avoir des incidences directes sur la sécurité euro-atlantique ».
Les missions principales de l'OTAN sont articulées dans ce document autour de trois volets : la dissuasion et la défense, la prévention et la gestion des crises, et en troisième lieu la sécurité coopérative.
Concernant le premier volet, le texte affirme en termes généraux que l'Alliance va « renforcer sensiblement [sa] posture de dissuasion et de défense afin de priver tout adversaire potentiel de toute occasion d’agression ». Dans le contexte de la mise en avant récente des capacités nucléaires de la Russie par Vladimir Poutine, le texte de l'OTAN réaffirme clairement la place de la dissuasion nucléaire dans l'OTAN. Tout en posant comme préalable que « les armes nucléaires sont des armes à part [et qu'il]l est très peu probable que les circonstances se présentent dans lesquelles l’OTAN pourrait être amenée à y recourir », l'Alliance prévient qu'elle a « les capacités et la détermination voulues pour faire payer à tout adversaire un prix inacceptable, largement supérieur aux gains que celui-ci pourrait espérer obtenir ». Le texte réaffirme la validité du parapluie nucléaire américain en affirmant que « Les forces nucléaires stratégiques de l’Alliance, et en particulier celles des États-Unis, sont la garantie ultime de la sécurité des Alliés ».

## Renforcement de la présence militaire américaine en Europe
Le président américain, Joe Biden, annonce durant le sommet une présence renforcée de militaires et de capacités américaines en Espagne, en Pologne, en Roumanie, dans les États baltes, au Royaume-Uni, en Allemagne et en Italie.
Depuis le début de l'invasion de l'Ukraine par la Russie, le 24 février 2022, les États-Unis ont renforcé leurs forces en Europe avec 20 000 hommes, portant à 100 000 hommes les effectifs militaires américains qui assurent la défense et la dissuasion dans toute l’Europe. Durant le sommet, le président Joe Biden annonce de nouveaux renforts terrestres, aériens et maritimes.

## Soutien à l'Ukraine
En continuité avec le précédent sommet extraordinaire de l'OTAN à Bruxelles en mars 2022, les dirigeants de l'OTAN réaffirment qu'ils condamnent « avec la plus grande fermeté la guerre d’agression que la Russie mène contre l’Ukraine » qui constitue une « violation flagrante du droit international ». Ils renouvellent leur « soutien indéfectible à l’indépendance, à la souveraineté et à l’intégrité territoriale de l’Ukraine à l’intérieur de ses frontières internationalement reconnues ».
L’Alliance a réaffirmé avec force qu’elle soutiendrait l’Ukraine sans limitation de temps. Son Secrétaire général, Jens Stoltenberg a déclaré que « l’Ukraine peut compter sur nous aussi longtemps qu’il le faudra », évoquant une « obligation morale et politique » pour l’Alliance. De son côté, Emmanuel Macron a déclaré en clôture du sommet : « Le combat de l’Ukraine est le nôtre (…), la Russie ne peut ni ne doit gagner cette guerre ».

## Participants
| Pays ou organisation         | Représenté par       | Titre              | Ref.   |
| ---------------------------- | -------------------- | ------------------ | ------ |
| OTAN                         | Jens Stoltenberg     | Secrétaire général | [ 18 ] |
| Albanie                      | Edi Rama             | Premier ministre   | [ 19 ] |
| Allemagne                    | Olaf Scholz          | Chancelier         | [ 20 ] |
| Australie                    | Anthony Albanese     | Premier ministre   | [ 24 ] |
| Autriche                     | Karl Nehammer        | Chancelier         | [ 25 ] |
| Belgique                     | Alexander De Croo    | Premier ministre   | [ 25 ] |
| Bulgarie                     | Roumen Radev         | Président          | [ 26 ] |
| Canada                       | Justin Trudeau       | Premier ministre   | [ 27 ] |
| Corée du Sud                 | Yoon Seok-youl       | Président          | [ 28 ] |
| Chypre                       | Níkos Anastasiádis   | Président          |        |
| Croatie                      | Zoran Milanović      | Président          | [ 29 ] |
| Danemark                     | Mette Frederiksen    | Premier ministre   | [ 30 ] |
| Espagne                      | Pedro Sánchez        | Premier ministre   | [ 31 ] |
| Estonie                      | Kaja Kallas          | Premier ministre   | [ 32 ] |
| États-Unis                   | Joe Biden            | Président          | [ 33 ] |
| Finlande                     | Sauli Niinistö       | Président          | [ 34 ] |
| France                       | Emmanuel Macron      | Président          | [ 35 ] |
| Géorgie                      | Irakli Garibachvili  | Premier ministre   | [ 23 ] |
| Grèce                        | Kyriákos Mitsotákis  | Premier ministre   | [ 36 ] |
| Hongrie                      | Viktor Orbán         | Premier ministre   | [ 37 ] |
| Irlande                      | Micheál Martin       | Taoiseach          | [ 38 ] |
| Islande                      | Katrín Jakobsdóttir  | Premier ministre   | [ 39 ] |
| Italie                       | Mario Draghi         | Premier ministre   | [ 40 ] |
| Japon                        | Fumio Kishida        | Premier ministre   | [ 28 ] |
| Lettonie                     | Egils Levits         | Président          | [ 41 ] |
| Lituanie                     | Gitanas Nausėda      | Président          | [ 42 ] |
| Luxembourg                   | Xavier Bettel        | Premier ministre   | [ 43 ] |
| Malte                        | Robert Abela         | Premier ministre   | [ 44 ] |
| Monténégro                   | Milo Đukanović       | Président          | [ 45 ] |
| Pays-Bas                     | Mark Rutte           | Premier ministre   | [ 46 ] |
| Nouvelle-Zélande             | Jacinda Ardern       | Premier ministre   | [ 47 ] |
| Macédoine du Nord            | Stevo Pendarovski    | Président          | [ 48 ] |
| Norvège                      | Jonas Gahr Støre     | Premier ministre   | [ 49 ] |
| Philippines                  | Rodrigo Duterte      | Président          |        |
| Pologne                      | Andrzej Duda         | Président          | [ 50 ] |
| Portugal                     | António Costa        | Premier ministre   | [ 51 ] |
| République de Chine (Taïwan) | Tsai Ing-wen         | Président          |        |
| Roumanie                     | Klaus Iohannis       | Président          | [ 52 ] |
| Royaume-Uni                  | Boris Johnson        | Premier ministre   | [ 53 ] |
| Slovaquie                    | Zuzana Čaputová      | Président          | [ 54 ] |
| Slovénie                     | Robert Golob         | Premier ministre   | [ 55 ] |
| Suède                        | Magdalena Andersson  | Premier ministre   | [ 56 ] |
| Tchéquie                     | Petr Fiala           | Premier ministre   | [ 57 ] |
| Thaïlande                    | Prayut Chan-o-cha    | Premier ministre   |        |
| Turquie                      | Recep Tayyip Erdoğan | Président          | [ 58 ] |
| Ukraine                      | Volodymyr Zelensky   | Président          | [ 60 ] |
| Union européenne             | Charles Michel       | Président          | [ 23 ] |
| Union européenne             | Ursula von der Leyen | Président          | [ 23 ] |

|  | Participant non-membre de l'OTAN |